# Sixt Illescas i Mirosa
Sixte Illescas i Mirosa (Barcelona, 16 de juny de 1903 - 21 de desembre de 1986) fou un arquitecte català.

## Joventut
De jove abans d'estudiar la carrera d'arquitectura treballà per un contractista d'obres i com a paleta durant els estius.
Durant la carrera (1922-1928) Illescas treballà pels arquitectes Josep Goday, d'estil noucentista, i Jaume Torres i Grau, tiet de Josep Torres Clavé, juntament amb Josep Lluís Sert i el mateix Clavé. Tots tres van viatjar a Itàlia l'any 1927, on van conèixer de primera mà l'arquitectura de Palladio.
Cursant la carrera d'arquitectura feu amistat amb Josep Lluís Sert, Josep Torres Clavé, Ricard Churruca, Germán Rodríguez Arias, Francesc Fàbregas, Cristòfor Alzamora, Pere Armengou i Torra, Ricard Ribas i Seva, que juntament amb els arquitectes Jaume Mestres i Fossas i Raimon Duran i Reynals van esdevenir més tard socis fundadors i/o membres del GATCPAC. Aquest grup d'estudiants de tres cursos diferents, essent el d'Illescas i Sert el central, que pregonava l'arquitectura moderna fou el germen del GATCPAC, que es va fundar l'any 1930, un cop acabada la carrera.
La ruta del viatge de fi de curs d'Illescas, juntament amb Josep Lluís Sert, Lluís Riudor, Jaume Feu i d'altres, deixa ben clara la tendència d'aquest grup d'arquitectes: Lió, Ginebra, Zúric, Stuttgart, Múnic, Viena, Budapest, Praga, Dresden, Leipzig, Berlín, Colònia (Alemanya), Brussel·les i París. Durant el viatge van visitar l'Edifici de la Bauhaus de Walter Gropius a Dessau i el barri de xalets (Weissenhofsiedlung) a Stuttgart.

## Carrera professional
Tot just acabada la carrera Illescas participà en una exposició celebrada a les Galeries Dalmau, del 13 al 27 d'abril l'any 1929, centrada en la nova arquitectura de caràcter racionalista practicada per aquests joves arquitectes. Aquesta exposició suposà el punt de partida i la materialització d'aquest nou estil que arribava d'Europa de la mà de Le Corbusier, el qual havia fet dues conferències a Barcelona l'any 1928. Illescas hi presentà 7 plànols i 1 maqueta del seu projecte “Estació per un port aeri”, inspirat pel disseny naval i les seves llargues finestres horitzontals, però amb aspecte d'avió degut a les dues ales que parteixen del cos central, i que prefigura un nou llenguatge. Illescas participà amb el mateix projecte en una exposició al Gran Casino de Sant Sebastià el setembre de 1930 anomenada Exposición de Arquitectura y Pinturas Modernas, que així com la de les Galeries Dalmau és el gresol del futur GATEPAC.
En aquella època formà despatx amb Josep Lluís Sert i rebé l'encàrrec de la Casa Vilaró. Aquest edifici inaugura l'etapa més fecunda i de més qualitat en la carrera de Sixte Illescas, centrada sobretot en edificis d'habitatges, que es veurà truncada amb la victòria feixista a la Guerra Civil espanyola (vegeu apartat Obres representatives període 1940-1971). 39 projectes significatius en set anys (1929-1936), en comparació als 31 del període 1940-1968, els quals foren menys interessants, des del punt de vista arquitectònic. Des del despatx que compartia amb Sert a la Via Laietana i el despatx veï de Churruca, Germán Rodríguez Arias i Francesc Fàbregas es comença a gestar el GATCPAC, com una derivació del CIRPAC, i l'empresa MIDVA (Mobles i Decoració per a la Vivenda Actual), per a promocionar i exposar els materials i el mobiliari d'aquesta nova arquitectura. Els projectes del GATCPAC se signaven col·lectivament i per això només es pot suposar la participació d'Illescas en els principals projectes d'aquest grup (Modificació de la parcel·lació de l'Eixample, 1931; la urbanització de la Gran Via Diagonal, 1931; la Ciutat de Repòs i Vacances, 1931; les casetes desmuntables, 1932; la Fira Agrícola, 1932; el Pla Macià de Barcelona, 1933-1935; la Casa Bloc, 1936).
L'any 1931 Illescas és nomenat “arquitecte oficial” de la Cinematogràfica Nacional Española (CINAES), una empresa exhibidora de cinema propietària d'una dotzena de locals a Barcelona. Va fer vuit projectes per a les noves sales; també s'encarregava dels treballs de reforma i manteniment, i d'altres assessories com contractar els pintors que feien els grans cartells que anunciaven els films. Fruit d'aquesta feina va fer amistat amb el pintor Antoni Clavé. Aquell mateix any també intervingué en la creació del nou Col·legi d'Arquitectes de Catalunya (COAC) del qual en fou el primer tresorer i començà a treballar a la Cambra de la Propietat.
L'any 1935 per desavinences internes abandonà la direcció del GATCPAC. El setembre de 1936 se'l designà cap tècnic del Comissariat de l'Habitatge, dependent del Departament de Justícia de la Generalitat. Es tractava d'una comissió ideada pel mateix Illescas, fruit de la seva tasca prèvia a la Cambra de la Propietat, on hi participava la Generalitat de Catalunya, la UGT i la CNT; llur objectiu era regular l'assumpte de les propietats urbanes, els lloguers i l'habitatge obrer durant la Guerra Civil i garantir el cobrament dels lloguers i un mínim manteniment dels edificis, que era beneficiós tant per als llogaters com per als propietaris.
En acabar la Guerra Civil, el GATCPAC es dissolgué oficialment i l'empresa MIDVA fou clausurada. L'any 1941 la “Junta Superior de Depuración” de la “Dirección Nacional de Arquitectura” obrí un expedient sancionador a Illescas, qui a l'any següent fou condemnat a cinc anys d'inhabilitació per a càrrecs públics, directius i de confiança. L'any 1949 es fundà el Club 49, una reedició de l'ADLAN (Amics de l'Art Nou), del qual Sixte Illescas en fou copresident juntament amb el promotor artístic Joan Prats i Vallès.

## Obra completa període 1927-1939
| Obra                                     | Cronologia  | Adreça                                          | Població                  |
| ---------------------------------------- | ----------- | ----------------------------------------------- | ------------------------- |
| Edifici d' habitatges                    | 1927-1931   | c/ Diputació, 224                               | Barcelona                 |
| Edifici d' habitatges                    | 1929        | c/ Avinguda Meridiana-Pallars                   | Barcelona                 |
| Projecte “Estació per un port aeri”      | 1929        | Exposició a les Galeries Dalmau                 | Barcelona                 |
| Casa Vilaró                              | 1929        | Avinguda Coll del Portell 43                    | Barcelona                 |
| Projecte del Casino del Figaró           | circa 1930  |                                                 | El Figaró                 |
| Projecte de caserna de la Guàrdia Civil  | circa 1930  |                                                 | Sant Sadurní d'Anoia      |
| Projecte de casa entre mitgeres          | circa 1930  |                                                 | Cornellà de Llobregat     |
| Habitatge unifamiliar                    | circa 1930  |                                                 | Llinars del Vallès        |
| Projecte edifici d'habitatges            | circa 1930  | c/ Vda. de Francesc Batllori, Passatge Cros     | Barcelona                 |
| Habitatge unifamiliar                    | 1931        | c/Panyó, 4                                      | Olot                      |
| Projecte d'edifici d' habitatges         | 1931        | c/ Passeig de la Indústria, carrer de la Fusina | Barcelona                 |
| Edifici d' habitatges                    | 1931- 1939  | c/ Jonqueres, carrer d'Ortigosa                 | Barcelona                 |
| Projecte Cine Montaña                    | 1932        | c/ Muntanya                                     | Barcelona                 |
| Projecte columna d'anuncis Cinema Tívoli | 1932        | c/ Casp, 8                                      | Barcelona                 |
| Projecte Cine Iris                       | 1932        |                                                 | Barcelona                 |
| Projecte Cine Triunfo                    | 1932        |                                                 | Barcelona                 |
| Projecte Cine Fémina                     | 1932        |                                                 | Barcelona                 |
| Projecte Cine Walkiria                   | 1933        |                                                 | Barcelona                 |
| Projecte Cine Bohemia                    | 1933        | c/Floridablanca                                 | Barcelona                 |
| Projecte de la Casa Illescas             | 1933        | c/ Muntanya                                     | Barcelona                 |
| Pavelló Productes Agrícoles de Llevant   | 1933        |                                                 |                           |
| Projecte Cine Spring                     | 1933        | c/Passeig de la Bonanova                        | Barcelona                 |
| Casa de Vidre                            | 1933- 1935  | c/ Pàdua, 96, carrer de Ríos Rosas              | Barcelona                 |
| Projecte d'edifici d' habitatges         | 1934        | c/ Ríos Rosas                                   | Barcelona                 |
| Projecte xalets diversos                 | 1934        |                                                 |                           |
| Urbanització i banys Barcelona Platja    | 1934        |                                                 | El Prat de Llobregat      |
| Projecte d'edifici d'apartaments         | 1934 – 1939 | c/ Bèlgica                                      | Barcelona                 |
| Fàbrica per a Manufactures Bofarull      | 1934 – 1936 | c/ Roger, Rambla del Brasil                     | Barcelona                 |
| Edifici d'habitatges Illescas: Lincoln   | 1935        | c/Lincoln                                       | Barcelona                 |
| Projecte Cine Pathé Palace               | 1935        | c/Via Laietana, 53                              | Barcelona                 |
| Projecte d'habitatge unifamiliar         | 1935        | c/Plaça del Rabasset, l'Arrabassada             | Barcelona                 |
| Projecte edifici d'habitatges            | 1935        | c/Enric Granados                                | Barcelona                 |
| Reforma Masia Can Antich                 | 1935        |                                                 | El Figaró                 |
| Avantprojecte escola                     | 1935        |                                                 | Les Franqueses del Vallès |
| Bloc d'habitatges Bonanova               | 1935-1940   | c/Passeig de Sant Gervasi, plaça de la Bonanova | Barcelona                 |
| Edifici d' habitatges                    | 1935-1940   | c/ Padilla, 244                                 | Barcelona                 |
| Projecte edifici d'habitatges            | 1938        | c/Sabino Arana, General Sanjurjo, 11            | Barcelona                 |
| Projecte escola                          | 1938        | c/Jonquera                                      | Barcelona                 |
| Projecte cinema i edifici residencial    | 1939        | c/Plaça de la Font, carrer de Sant Miquel       | Barcelona                 |

## Obres representatives del període 1940-1971
| Obra                                                               | Cronologia       | Adreça                                          | Població              |
| ------------------------------------------------------------------ | ---------------- | ----------------------------------------------- | --------------------- |
| Eixample de la Corunya, concurs d'urbanisme                        | 1940             |                                                 |                       |
| Xalet i estudi de l'escultor Martí Llauradó                        | 1940, 1943, 1959 | c/dels Vergós, 1, carrer de les Escoles Pies    | Barcelona             |
| Avantprojecte fàbrica de sabatilles                                | 1941             |                                                 | Logronyo              |
| Projecte Sanatori Marítim                                          | 1942             | Finca Son Manuel, Coll d'en Rebassa, Cala Gamba | Palma                 |
| Altar, cambril de la verge                                         | 1942             | Avinguda Diagonal                               | Barcelona             |
| Projecte d'església                                                | 1943- 1955       | Sant Bartomeu de la Quadra                      | Molins de Rei         |
| Projecte dormitoris de les Minas Aspà                              | 1944             |                                                 | Guardiola de Berguedà |
| Casa Illescas Cadaqués 1                                           | 1946- 1949       | Riba Pitxot                                     | Cadaqués              |
| Avantprojecte estadi Futbol Club Barcelona                         | 1951             | C/Torre Melina                                  | Barcelona             |
| Casa Casadevall                                                    | 1955- 1958       | Sa Tuna                                         | Begur                 |
| Escola tipus Mediterrani, concurs Ministerio de Educación Nacional | 1956             |                                                 |                       |
| Projecte d'hotel                                                   | 1956             | Santa Susana                                    | Pineda de Mar         |
| Avantprojecte d'hotel                                              | 1956             | Els Quers                                       | Cadaqués              |
| Seu del COACB, concurs                                             | 1958             | c/Plaça Nova, 5                                 | Barcelona             |
| Casa Illescas Cadaqués 2                                           | circa 1960       | Els Quers                                       | Cadaqués              |
| Edifici residencial Banca Torres                                   | 1965- 1966       | c/Avinguda de Bartomeu Rosselló, 7              | Eivissa               |